# ザナックス
株式会社ザナックス (英: XANAX CORP.) は、大阪府大阪市浪速区に本社を置く、主にグラブやバットを中心とする野球用品メーカーである。1947年創業。
コーポレート・スローガンは「人とスポーツの未来へ。」

## 事業
主に野球用のグラブを中心に、スパイクシューズ、バット等の野球用品の製造販売をおこなう。その他、各種スポーツ用アンダーウェアなども製造している。
同社のグラブは、硬式野球からソフトボール用まで広範囲に用途がわかれていることに加え、その品質の高さから、プロ野球選手からアマチュアの野球愛好家まで広く支持を得ていることで知られる。
また、同社のグラブは素材の加工、生産を全て日本で行なっている。
2008年4月には大阪市内の本社ビルの1階に、スポーツショップ「フィームス（Feems）」をオープンさせ、従来から同社の守備分野であった、野球以外のスポーツの領域へ拡大している。

## 沿革
- 1947年：創業者・佐々木秀男により大阪で創業
- 1948年：株式会社に改組し、株式会社ナニワ商店に改称する
- 1970年：ナニワ株式会社へと社名を変更
- 1986年：現社名である株式会社ザナックスに社名変更
- 2007年：創業60周年を迎える
- 2017年：創業70周年を迎える

## アドバイザリー契約選手
2025年現在の契約選手は以下の通り。（並びは50音順）
- 九里亜蓮（オリックス・バファローズ）
- 床田寛樹（広島東洋カープ）
- 松山竜平（広島東洋カープ）
- 湯浅京己（阪神タイガース）

### 過去の主なアドバイザリー契約選手
- 相川亮二
- 上原浩治
- 大野豊
- 緒方孝市
- 駒田徳広
- 杉山翔大
- 谷元圭介
- 鶴直人
- 中西清起
- 福地寿樹
- 林昌範
- 藤川球児
- 松田遼馬
- 望月惇志
- 山口俊
- 山崎賢一
- 渡辺亮
- 和田豊